# ملودرام منهتن
ملودرام منهتن (انگلیسی: Manhattan Melodrama) یک فیلم ملودرام در سبک جنایی و به کارگردانی دبلیو. اس. ون دایک و جرج کیوکر است که در سال ۱۹۳۴ منتشر شد.
در این فیلم میکی رونی در نقشِ کودکی شخصیت کلارک گیبل بازی می‌کند و جزء اولین فیلم‌هایی است که وی در آن به ایفای نقش پرداخته است.
«ملودرام منهتن» یک اهمیت تاریخی فرعی و غیر مرتبط با موضوع فیلم دارد: دزد بانک و تبهکار باسابقهٔ آمریکایی «جان هربرت دیلینگر» که در تاریخ ۲۲ ژوئن ۱۹۳۴ برای دیدن این فیلم به «سینما بایاگراف» در شیکاگو رفته بود، پس از خروج از سینما، در دام مأموران اف‌بی‌آی افتاد و به ضرب سه گلوله کشته شد. پس از این واقعه مترو گلدوین مایر سعی کرد از آن، برای تبلیغِ فیلم و موفقیت تجاری‌اش بهره ببرد که با واکنش و ابراز انزجارِ برخی هنرمندان از جمله میرنا لوی مواجه شد. صحنه‌هایی از این فیلم، به انضمام مرگ جان دیلینگر در فیلمِ دشمنان ملت (مایکل مان - ۲۰۰۹) به تصویر درآمده است.
جالب آنکه دانشکدهٔ نظامی اف‌بی‌آی، یک شهرک بزرگ پیش‌ساخته، جهت آموزش و تمرین دانشجویان و مأموران ویژه عملیاتی خود، به نام «هوگانز اَلی» ایجاد کرده که در مرکز آن یک سینما هم وجود دارد و در سر درِ این سینما، پوستر بزرگ فیلم «ملودرام منهتن» دیده می‌شود؛ چنانکه گویی این سینما، مشغولِ اکرانِ این فیلم است.
«آرتور سزار» بابت نوشتنِ داستان این فیلم، برنده جایزه اسکار «بهترین داستان فیلم» در سال ۱۹۳۴ گردید. (این جایزه از سال ۱۹۵۷ میلادی نامش تغییر کرد و مبدل به جایزه اسکار بهترین فیلم‌نامه غیراقتباسی شد.)

## بازیگران
- کلارک گیبل
- ویلیام پاول
- میرنا لوی
- نات پندلتن
- جورج سیدنی
- میکی رونی
- لئو کریلو
- ایسابل جول
- جیمی باتلر
- موریل اِوانز
- فرانک کانروی
- جورج ایروینگ
- نوئل مدیسن
- ایزابل کیث
- توماس جکسون
- شرلی راس
- چارلز آر. مور